# Helena Stockinger
Helena Stockinger (* 1985 in Wels) ist eine österreichische Religionspädagogin und Hochschullehrerin an der Katholischen Privat-Universität Linz.

## Leben und Wirken
Stockinger besuchte bis 1999 das Stiftsgymnasium Kremsmünster. Anschließend lernte sie an der Bildungsanstalt für Kindergartenpädagogik der Kreuzschwestern in Linz und legte 2004 mit ausgezeichnetem Erfolg die Reife- und Diplomprüfung für Kindergärten ab. Anschließend nahm sie diverse Studien an der Universität Wien auf. 2009 schloss sie jeweils mit dem Erwerb des Titels Mag. theol. die Studien der Katholischen Religionspädagogik und der Katholischen Fachtheologie ab; 2011 erwarb sie in Philosophie und 2012 in Psychologie ebenfalls den Magistergrad. Ebenfalls 2012 schloss sie den Lehrgang Psychotherapeutisches Propädeutikum ab. Bereits seit 2011 arbeitete sie als Universitätsassistentin an der Theologischen Fakultät der Universität Wien und wechselte 2014 an die Katholische Privat-Universität Linz. Dort wurde sie 2015 mit der Schrift Umgang mit religiöser Differenz in elementaren Bildungseinrichtungen. Eine ethnographische Studie an Kindergärten in katholischer und islamischer Trägerschaft zur Dr. theol. promoviert. Für diese Arbeit erhielt sie 2016 den Roland Atefie-Preis der Österreichischen Akademie der Wissenschaften. Anschließend arbeitete sie am Institut für Islamische Studien der Universität Wien bis Jahresende in einem Forschungsprojekt mit. Parallel zu ihrer Tätigkeit als Universitätsassistentin unterrichtete sie an der Bildungsanstalt für Elementarpädagogik Mater Salvatoris in Wien.
2016 wurde Stockinger zur Assistenz-Professorin an der Katholischen Privat-Universität Linz am Institut Katechetik, Religionspädagogik und Pädagogik ernannt. Von Oktober 2017 bis September 2018 vertrat sie daneben den Lehrstuhl für Religionspädagogik und Didaktik des Religionsunterrichts an der Ludwig-Maximilians-Universität München, wo sie auch im folgenden Wintersemester einen Lehrauftrag innehatte. Ab Dezember 2018 war sie geschäftsführende Leiterin des Instituts für Katechetik, Religionspädagogik und Pädagogik an der Katholischen Privat-Universität Linz. Es folgten dort sowie an der Universität Wien verschiedene Lehraufträge. Nach einer erneuten Lehrstuhlvertretung in München wurde Stockinger im September 2021 an der KU Linz zur Universitätsprofessorin ernannt und hat dort seitdem den Lehrstuhl für Katechetik, Religionspädagogik und Pädagogik inne.

## Forschungsschwerpunkte
Stockingers Forschungsschwerpunkte innerhalb der Religionspädagogik liegen vor allem im Bereich der religiösen und kulturellen Diversität an den Bildungsorten Schule und Kindergarten und hier insbesondere im Bereich der Bildungsgerechtigkeit und der Vorurteils- und Diskriminierungsforschung. Daneben betätigt sie sich im Bereich der Kindheitsforschung und der verletzlichkeitssensiblen Religionspädagogik.